# Glossaire du cheval
Ce glossaire du cheval recense les termes et expressions techniques propres aux chevaux, à leur élevage et à l'équitation.
- Haut – A
- B
- C
- D
- E
- F
- G
- H
- I
- J
- K
- L
- M
- N
- O
- P
- Q
- R
- S
- T
- U
- V
- W
- X
- Y
- Z

## A
- Haut – A
- B
- C
- D
- E
- F
- G
- H
- I
- J
- K
- L
- M
- N
- O
- P
- Q
- R
- S
- T
- U
- V
- W
- X
- Y
- Z

### Abattage du cheval
- L'abattage du cheval est l'acte de mettre à mort un cheval, quelles qu'en soient les raisons.

### Allure
- En équitation, on désigne par allures les différentes façons que le cheval a de se déplacer. Il existe des allures naturelles, que le cheval pratique en liberté, et des allures artificielles qui peuvent lui être inculquées par le biais du dressage. Certaines races de chevaux possèdent naturellement des allures supplémentaires et sont connues sous le nom de chevaux d'allures ou chevaux de marche.

### Amazone (monte)

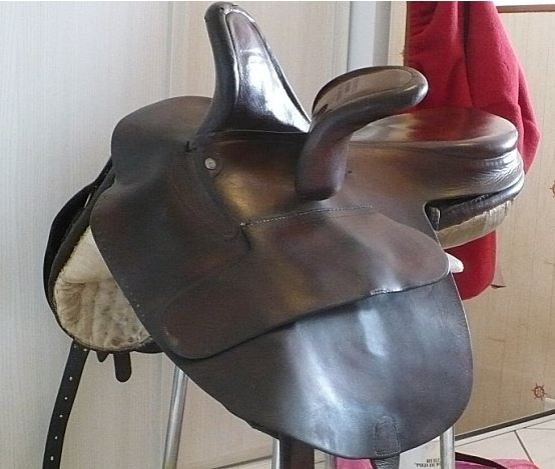
Selle d'amazone Champion and Wilton

- En équitation, « monter en amazone » signifie chevaucher avec les deux jambes du même côté du cheval.

### Amazone (tenue)
- L’amazone est une tenue de cheval féminine composée d’une longue jupe ou d’une robe étroite très longue et large, boutonnée par devant avec une veste très cintrée.

### Amble

Amble

L'amble est une sorte d'allure de marche rapide de certains quadrupèdes. Il est possible d'entendre des termes comme aller l'amble ou aller à l'amble.
Dans l’amble, le cheval se déplace par bipède latéral entrecoupé de temps de suspension. La protaction antérieur intérieur et postérieur intérieur est suivi de celle composée de l’antérieur extérieur et du postérieur extérieur. Si on décrit l’allure en terme d’appui au sol, il s’agit de l’antérieur et postérieur intérieur en appui, suivi d’un temps de suspension, lui même suivi de l’appui antérieur et du postérieur extérieur.

### Anglo-arabe

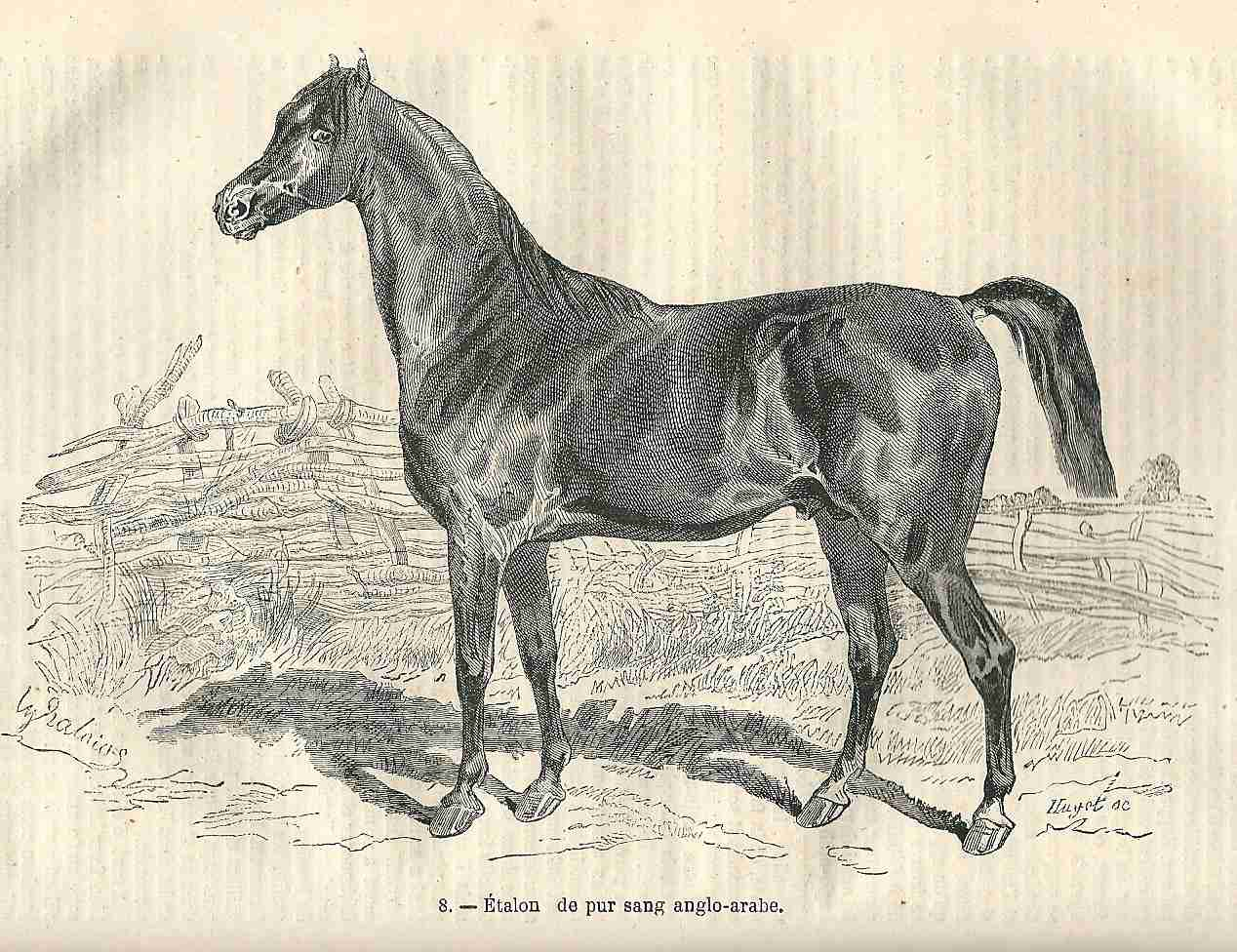
Gravure d'un étalon Anglo-arabe dans l'encyclopédie pratique de l'agriculteur, publiée par Firmin-Didot et Cie, tome 5, 1877.

- L’Anglo-arabe est une race de chevaux de selle à sang chaud, historiquement développée en Angleterre, en Russie et en France dès la fin du XVIIIe siècle.

### Appuyer

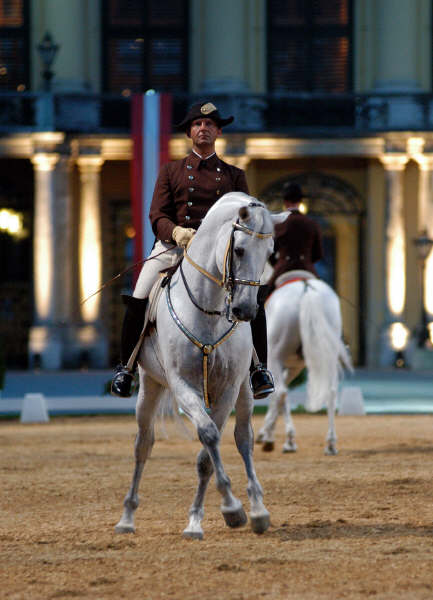
Appuyer vers la gauche par l'école espagnole de Vienne.

- L′appuyer est une figure d'équitation dans laquelle le cheval se déplace latéralement et parallèlement à lui-même, ses membres extérieurs croisant par dessus ses membres intérieurs. L'appuyer est le stade le plus poussé des mouvements de deux pistes qui sont, avec le trot rassemblé, la base du dressage du cheval de haute école[1].

### Arabe
- Le cheval arabe et le pur-sang arabe (PSA), lignée pure élevée principalement par les Bédouins, forment une race chevaline de selle originaire du Moyen-Orient.

### Ardennais
- L'Ardennais Écouterⓘ est une très ancienne race rustique de chevaux de trait, de taille moyenne, à la robe généralement baie ou rouanne. Il est historiquement élevé dans la région des Ardennes, qui lui a donné son nom, et par extension dans le quart nord-est de la France, le Sud et l'Est de la Belgique, et au Luxembourg.

### Ashvamedha
- L'Ashvamedha (en sanskrit devanagari : अश्वमेध ; IAST : aśvamedha), « sacrifice d'un cheval », était l'un des quatre plus importants rituels traditionnels dans la religion védique.

### Attelage
- L'attelage est un sport équestre reconnu par la Fédération Équestre Internationale.

## B
- Haut – A
- B
- C
- D
- E
- F
- G
- H
- I
- J
- K
- L
- M
- N
- O
- P
- Q
- R
- S
- T
- U
- V
- W
- X
- Y
- Z

### Bai

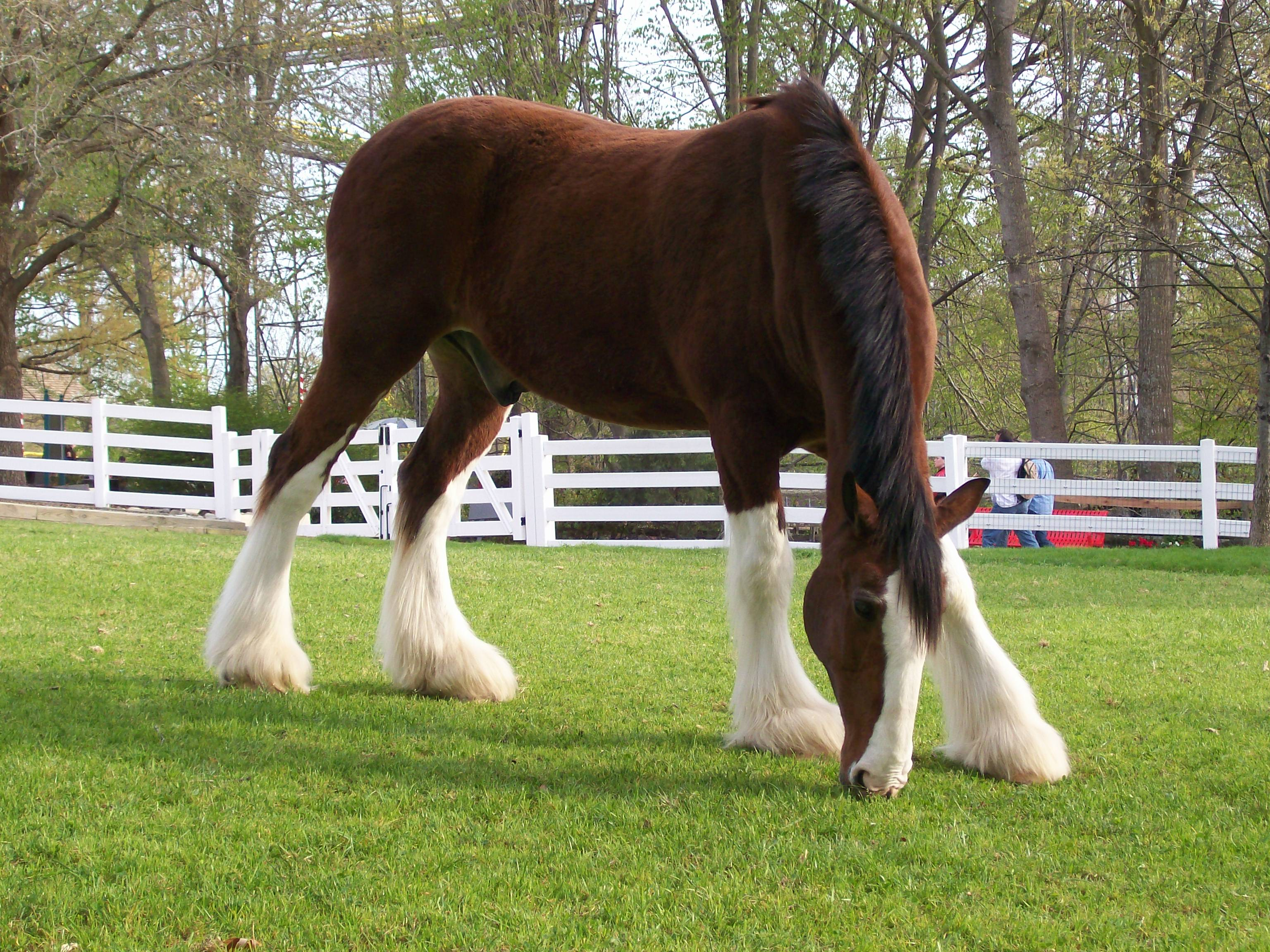
Ce clydesdale est bai, bien que ses balzanes blanches cachent les extrémités des membres.

- Le bai est, dans le domaine de l'hippologie, l'une des couleurs de robes les plus fréquentes chez le cheval.

### Bandes de polo
- Les bandes de polo sont des bandes de tissu très épais et légèrement élastiques, d'environ 4 mètres de long. Elles sont utilisées pour protéger les membres du cheval. Elles se placent ajustées, sans être trop serrées et sans faux-plis[2].

### Barrage du cheval d'obstacles
- Le barrage du cheval d'obstacles est une technique de dressage du cheval de saut d'obstacles visant à le rendre plus respectueux des barres. Pour cela, le dresseur sensibilise les jambes du cheval au moment où il franchit l'obstacle. Il est officiellement interdit, mais en raison de l'orientation actuelle des compétitions de saut d'obstacles, dotées de fortes récompenses et présentant des barres légères qui tombent à la moindre touche, il serait fréquemment employé à haut niveau.

### Bombe
- La bombe, autrefois appelée "toque" mais de plus en plus souvent nommée casque, est la protection que les cavaliers portent sur la tête pour pratiquer l'équitation.

### Boucherie chevaline
- Une boucherie chevaline, ou de façon désuète boucherie hippophagique[3], est une boucherie spécialisée dans la transformation et la vente de viande de cheval. Ces boucheries spécialisées existent dans différents pays européens, notamment l'Allemagne, la France et la Belgique.

### Bouzkachi
- Le bouzkachi ou bozkachi (en persan : بزکشی, litt. « jeu de l'attrape chèvre ») est une activité équestre collective. C'est le sport national en Afghanistan et il est également pratiqué dans plusieurs pays d'Asie centrale et du Moyen-Orient : Ouzbékistan, Tadjikistan, Kazakhstan, Pakistan, Iran, Kirghizstan. On l'appelle également, selon les régions : Ulak Tartish, Ulak Tyrtys, Kok-borou, Kuk Pari, Kök Berü, Kökpar.

## C
- Haut – A
- B
- C
- D
- E
- F
- G
- H
- I
- J
- K
- L
- M
- N
- O
- P
- Q
- R
- S
- T
- U
- V
- W
- X
- Y
- Z

### Caudectomie
- La caudectomie (parfois également nommée « caudotomie ») désigne l'écourtage ou l'ablation de la queue d'un animal. Elle est courante chez les animaux domestiques et peut être pratiquée pour des raisons médicales, esthétiques ou zootechniques. Pour ces deux dernières raisons, elle concerne principalement les chiens, les chevaux et, en agriculture, les porcs et les moutons.

### Chaugan
- Le chaugan, chogan, chawgan ou tchovgan (Pehlevi: čaukān, čōkān) est le nom perse du polo. Il signifierait « maillet ». Le jeu a commencé à se développer à l’époque du roi Darius Ier (522 † 486) comme entraînement pour la garde royale et pour la cavalerie. Par la suite il devient un jeu très prisé à la cour perse.

### Cheval
- Le cheval (Equus ferus caballus ou Equus caballus) est un grand mammifère herbivore et ongulé à sabot unique, appartenant aux espèces de la famille des Équidés (Equidae).

### Cheval à sang chaud
- Cheval à sang chaud, cheval proche du sang ou cheval de sang sont des expressions du domaine de l'élevage équin, construites par des orientalistes et popularisées par différents hippologues, qui désignent un cheval léger au tempérament vif, appartenant à une race d'Afrique du Nord, du pourtour méditerranéen ou de l'Asie centrale.

### Cheval à sang froid
- Dans le domaine de l'élevage équin, le cheval à sang froid est l'un des quatre groupes utilisés pour classer les chevaux selon leur tempérament et leur origine, en particulier aux États-Unis et dans plusieurs autres pays. Biologiquement parlant, ces chevaux ne sont pas des animaux à sang froid, mais à sang chaud, comme tous les mammifères.

### Cheval de loisir
- Un cheval de loisir est destiné à l'équitation de loisir, et notamment à la randonnée pour les particuliers. Difficile à définir, c'est avant tout un animal doté de qualités particulières, plutôt qu'une race précise. Il se doit d'être polyvalent et de caractère calme, avec un mental à la fois volontaire et courageux. Dès les années 1970, certains éleveurs comme ceux des Franches-Montagnes suisses font naître des animaux destinés à cet usage alors nouveau. Le marché des chevaux de loisir est désormais porteur. La France a créé des « qualifications loisir » en ce sens.

### Cheval de trait

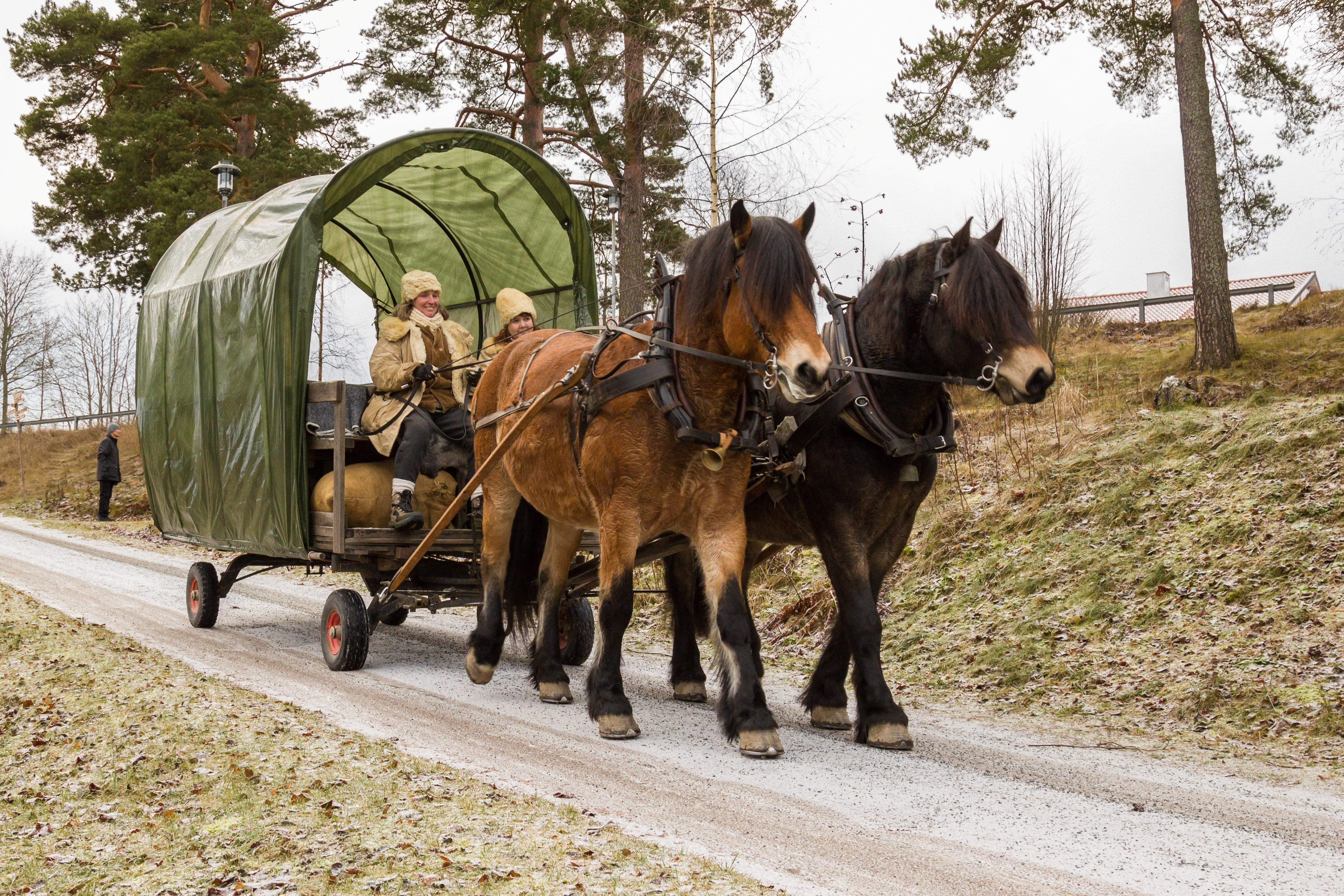
Chevaux de trait Suédois du Nord attelés.

- Un cheval de trait est un cheval sélectionné pour ses aptitudes à la traction de véhicules et de matériaux de toutes sortes, appartenant en général à une race puissante et de grande taille.

### Cheval de selle
- Un cheval de selle est un cheval propre à être monté par un cavalier. Il s'agit d'une classification désignant un type de cheval destiné à la selle, c'est-à-dire à être monté plutôt qu'attelé.

### Cheval de sport
- Un cheval de sport est un cheval de selle élevé et sélectionné pour la pratique des sports équestres. Le terme est à différencier du mot anglais warmblood, qui n'a pas d'équivalent en français, et qui désigne un ensemble de races ou studbooks de chevaux de sport d'origine européenne.

### Cheval des forêts
- Equus caballus germanicus ou Equus ferus ferus silvaticus est une sous-espèce préhistorique du cheval (Equus caballus). Il est généralement assimilé au cheval des forêts, postulat de la théorie de l'université d'Uppsala sur l'origine des chevaux domestiques.

### Cheval lourd
- Un cheval lourd, ou cheval de boucherie, est un cheval élevé pour son aptitude à produire de la viande.

### Cheval miniature

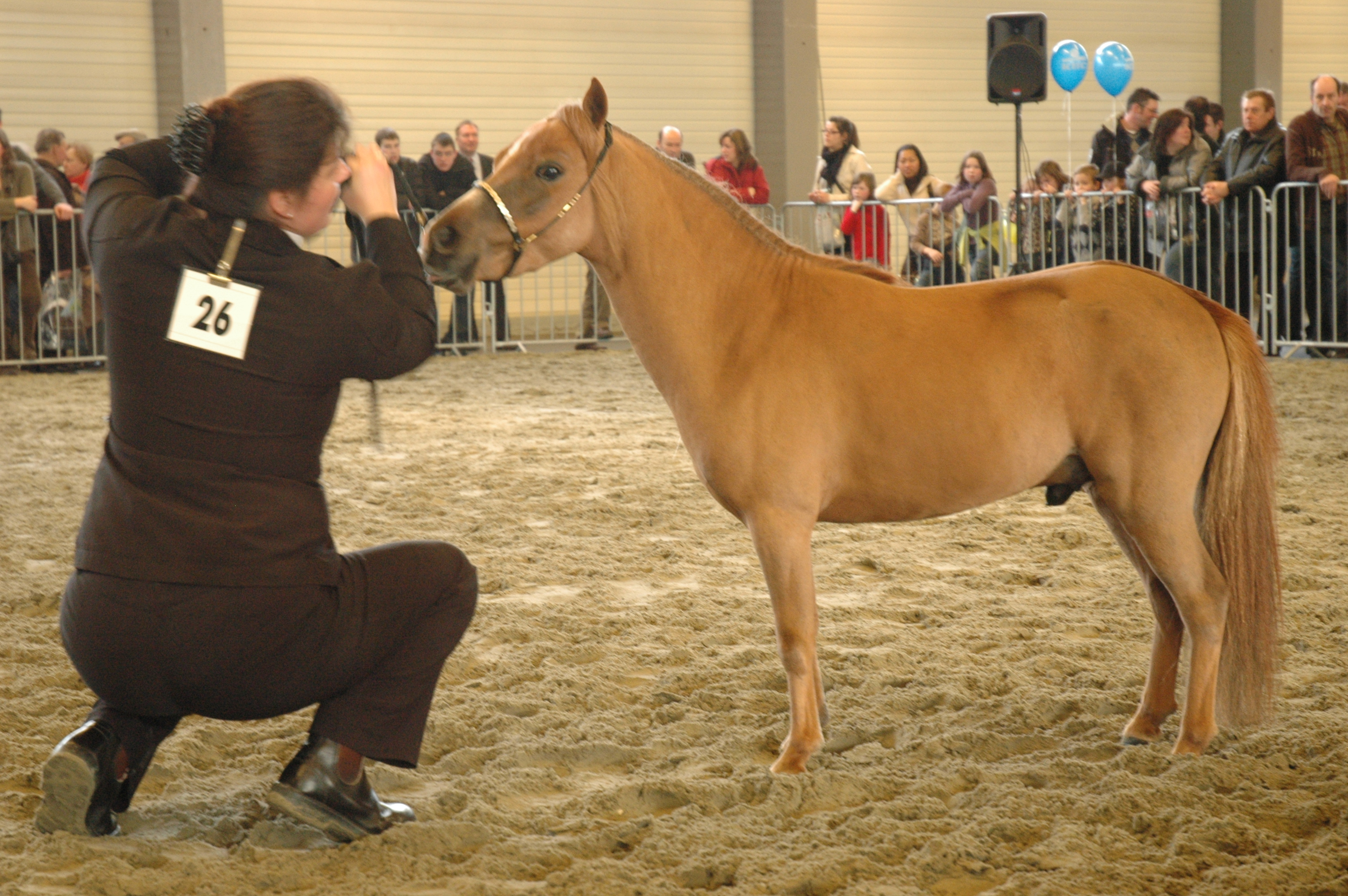
Cheval miniature néerlandais lors d'un show à Agriflanders en 2007

- Les chevaux miniatures constituent un type de chevaux que l'on trouve dans de nombreux pays, notamment en Europe et dans les Amériques. La désignation de « cheval miniature » est déterminée par la hauteur de l'animal, généralement inférieure à une fourchette de 86-97 cm selon le registre de race. Cheval miniature américain, Cheval miniature français, Cheval miniature néerlandais, Falabella.

### Cheval oriental
- L'appellation cheval oriental désigne d'anciennes races de chevaux développées au Moyen-Orient, telles que l'Arabe, l'Akhal-téké, et le Turkoman, maintenant éteint. Ils ont tendance à être plus fins et raffinés que les autres types de chevaux, tout en possédant une grande endurance. Ces races, auxquelles l'expression « cheval à sang chaud » se réfère parfois, sont réputées pour leur intelligence. Athlétiques et polyvalentes, elles apprennent rapidement. Élevés pour leur agilité et leur vitesse, les chevaux orientaux sont le plus souvent considérés comme vifs et audacieux.

### Clonage du cheval
- Le clonage du cheval est l'obtention d'un cheval porteur d'un capital génétique identique à celui d'un autre cheval, par une technique de fécondation artificielle.

### Cob
- Un cob est, dans le domaine de l'équitation, un cheval trapu de petite taille, intermédiaire entre poney, cheval de selle et cheval de trait, destiné aussi bien à l'attelage qu'à être monté. La notion de « cob » est d'origine anglaise, ce qui explique que la plupart des cobs proviennent des îles britanniques, où des exhibitions spéciales nommées « shows » leur sont réservées. Cet animal fait un excellent cheval de famille. Il existe plusieurs races de cob, dont le Cob Gypsy, le Welsh cob, et le Cob normand.

### Combat d'étalons
- Un combat d'étalons peut survenir chez les chevaux à l'état sauvage, ou en liberté.

### Concours complet d'équitation
- Le concours complet d'équitation (ou CCE) est un sport équestre qui regroupe en une seule discipline trois épreuves bien distinctes : une épreuve de saut d'obstacles, une épreuve de dressage et une épreuve spécifique : le cross ou cross-country.

### Course de plat
- Les courses de plat sont des courses de chevaux montés effectué par des cavaliers appelés jockey, il s'agit de courses de galop sans obstacles.

### Cravache
- La cravache est un bâton utilisé par le cavalier en équitation en tant qu'aide artificielle ou instrument de punition.

### Crinière
- La crinière est, chez un animal, un ensemble de poils plus longs que sur le reste du corps (sauf la queue) et qui poussent le long du cou ou de l'encolure, généralement depuis le haut du front jusqu'au garrot.

### Cross-country
- Le cross-country est une épreuve de saut et d'endurance qui forme l'une des trois phases du concours complet d'équitation. Il peut aussi être une compétition à part entière, bien que celles-ci ont tendance à être de plus bas niveau, des compétitions locales. Il est aussi nommé, tout simplement, cross. Le but de cette épreuve est de prouver la vitesse, l'endurance et la capacité de saut du cheval de cross.

### Croupe

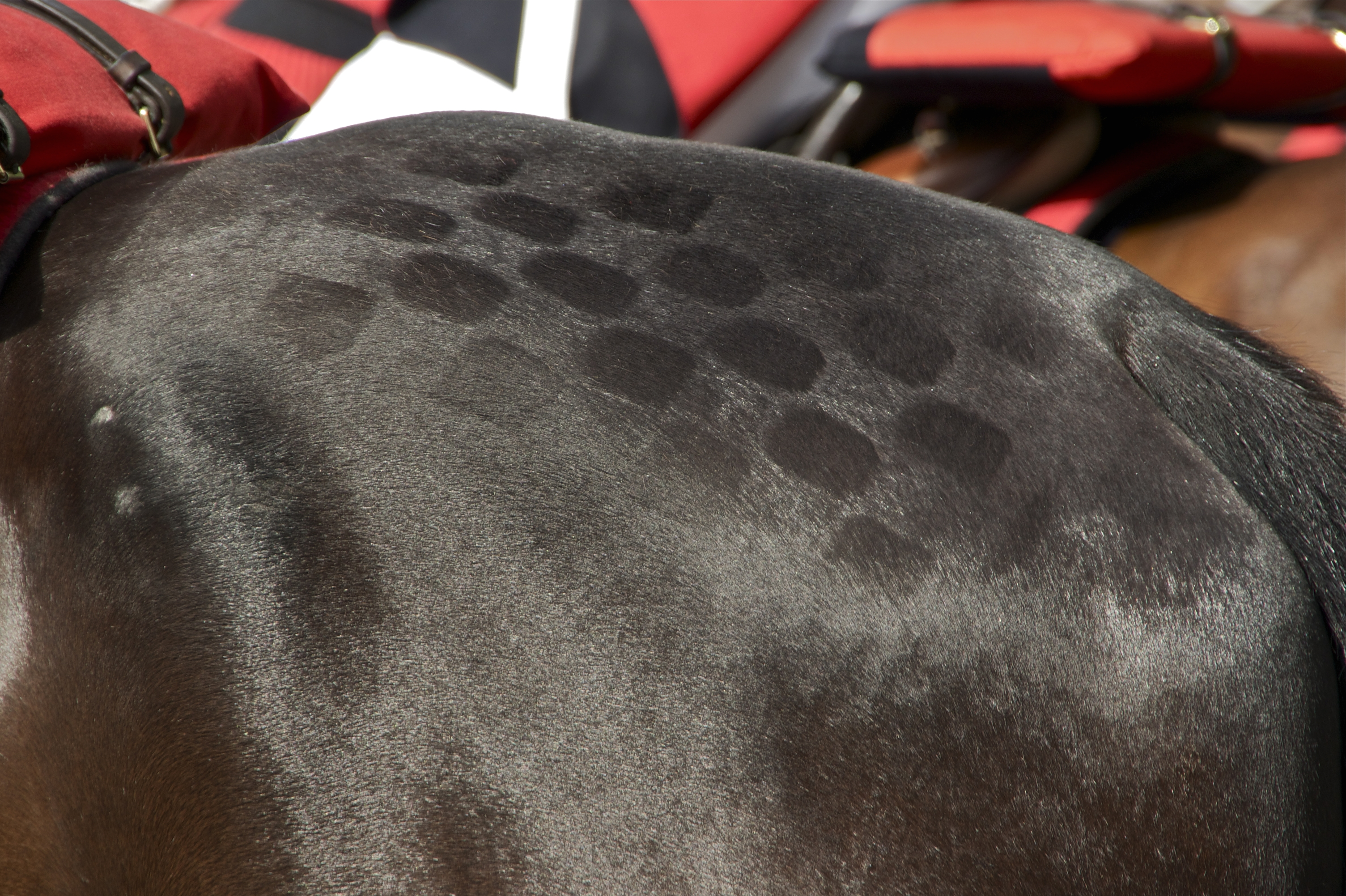
Décoration en damiers de la croupe d'un cheval de la Garde républicaine.

- La croupe est une partie de la morphologie externe de certains mammifères, qui s'étend des hanches à l'origine de la queue, en particulier chez les équidés comme le cheval, mais aussi chez les bovins et les chiens. Elle correspond aux fesses (sacrum) chez l'homme. L'attache de la queue, qui correspond aux dernières vertèbres des animaux, rejoint la croupe. La notion de croupe existe également pour les animaux caudectomisés, c'est-à-dire amputés de leur queue.

### Cuir de cheval
- Le cuir de cheval est le cuir récupéré sur un cheval ou un poney.

## D
- Haut – A
- B
- C
- D
- E
- F
- G
- H
- I
- J
- K
- L
- M
- N
- O
- P
- Q
- R
- S
- T
- U
- V
- W
- X
- Y
- Z

### Débourrage
- Le débourrage consiste à amener le cheval à accepter une selle, un filet et un cavalier ou à accepter de tracter un véhicule (attelage), et à comprendre et exécuter des ordres de base.

### Dressage
- Le dressage est, en équitation, un art se définissant comme la mise en scène du couple cheval-cavalier.

## E
- Haut – A
- B
- C
- D
- E
- F
- G
- H
- I
- J
- K
- L
- M
- N
- O
- P
- Q
- R
- S
- T
- U
- V
- W
- X
- Y
- Z

### Endurance
- L'endurance est une course de fond pratiquée à cheval et en pleine nature, dans laquelle le but est de parcourir une longue distance : de 20 km à 160 km en une journée, ou 2 × 100 km sur deux jours.

### Épaule en dedans
- L'épaule en dedans est un exercice de deux pistes dans lequel le cheval se déplace latéralement après avoir été infléchi de la nuque à l'insertion de la queue. La partie convexe de l'inflexion est dirigée dans le sens de la marche ; l'avant-main précède l'arrière main de telle sorte que l'angle formé par le corps du cheval et la piste à suivre par les postérieurs soit toujours inférieur à 90°.

### Equiria
- Equiria ou Equirria était une fête en l'honneur de Mars et célébrée les 27 février et 14 mars, traditionnellement époques de l'année où les Romains préparaient de nouvelles campagnes militaires.

### Équipement équestre
- L'équipement équestre désigne, dans le domaine de l'équitation, l'ensemble des objets et du matériel utilisé pour la conduite du cheval, sa protection et ses soins. Certains équipements équestres existent quasiment tels quels depuis des siècles, d'autres ont été développés récemment pour les besoins de nouvelles pratiques liées aux sports équestres modernes et aux loisirs.

### Équitation classique
- L’équitation classique est un art équestre qui plonge ses racines principalement dans l'équitation de la Grèce antique et dans celle de la Renaissance, dont les règles ont été fixées au XVIIe siècle . Il a été qualifié de « classique », a posteriori, en référence à un mouvement littéraire et artistique français : « le classicisme ».

### Équitation éthologique
- L'équitation éthologique, aussi appelée équitation naturelle ou équitation comportementale, est le dressage équestre inspiré de l'éthologie équine, consistant à interagir avec un cheval tout en prenant en compte les particularités psychologiques de l'animal. Elle connaît une vague d'engouement dans les pays occidentaux grâce au succès du livre et du film L'Homme qui murmurait à l'oreille des chevaux.

### Équitation western
- L'équitation western est une équitation qui s'est développée dans l'Ouest des États-Unis au XIXe siècle (à partir de la Conquête de l'Ouest). Historiquement, elle était avant tout une équitation de travail pratiquée sur les ranchs par les cow-boys. Elle est aussi désormais une équitation de loisir et de compétition.

### Étalon
- Un étalon est un cheval mâle apte et, en élevage, autorisé à se reproduire.

### Étrier
- En équitation, on appelle étrier chacun des deux anneaux métalliques, suspendus de chaque côté de la selle, où le cavalier vient glisser ses pieds pour prendre appui. L'étrier comporte un œil pour passer l'étrivière — la courroie en cuir qui le relie à la selle — et une base plate appelée plancher, où repose la semelle du cavalier[4].

## F
- Haut – A
- B
- C
- D
- E
- F
- G
- H
- I
- J
- K
- L
- M
- N
- O
- P
- Q
- R
- S
- T
- U
- V
- W
- X
- Y
- Z

### Fédération équestre internationale
- La Fédération équestre internationale (FEI), créée en 1921, est l'organisme dirigeant des sports équestres au niveau international.

### Fer à cheval
- Le fer à cheval est une bande de métal recourbée en U servant à protéger de l'usure le dessous des sabots des équidés.

### Ferrage
- Le ferrage est l'action de poser un fer sous les pieds d'un animal.

### Fjord
- Le Fjord (bokmål : Fjordhest, nynorsk : Fjording) est une race de petits chevaux de la Norvège.

## G
- Haut – A
- B
- C
- D
- E
- F
- G
- H
- I
- J
- K
- L
- M
- N
- O
- P
- Q
- R
- S
- T
- U
- V
- W
- X
- Y
- Z

### Galop

Décomposition du galop.

- le galop est la plus rapide des allures naturelles du cheval[5],[6] et d'autres équidés[7]. Venant après le trot, le galop est une allure sautée et basculée, diagonale et dissymétrique à trois temps inégaux suivis d'une phase de projection[8]. Cette allure va en moyenne à 21 kilomètres par heure mais peut dépasser 60 kilomètres par heure sur les champs de courses.

### Garrot
- Le garrot est, chez les quadrupèdes, une zone du corps située sur le dessus, à la jonction du cou et du dos. La dimension du garrot au sol, « hauteur au garrot », est le standard de taille d'un certain nombre de quadrupèdes, notamment chevaux et chiens. Il est mesuré en plaçant la toise à l'arrière de la jambe.

### Gène dun
- Le gène dun est un gène de dilution responsable des couleurs de robe dites « sauvages » ou « dun » chez le cheval.

### Gingering
- Le gingering est l'introduction de substances irritantes dans l'anus ou le vagin d'un cheval, généralement pour modifier le port de sa queue et lui donner l'air plus fringant. Le terme vient de la langue anglaise, la substance employée étant surtout le gingembre[9]. Historiquement, le but du processus était de faire paraître un vieux cheval plus jeune en modifiant son comportement, ou de cacher temporairement l'état d'un animal malade ou affaibli.

## H
- Haut – A
- B
- C
- D
- E
- F
- G
- H
- I
- J
- K
- L
- M
- N
- O
- P
- Q
- R
- S
- T
- U
- V
- W
- X
- Y
- Z

### Haras
- Un haras est un établissement privé ou public dans lequel sont entretenus les reproducteurs (étalons et parfois juments) pour la reproduction et l’amélioration des races de chevaux[10].

### Haras nationaux
- Les Haras nationaux sont des haras (lieux destinés à l'élevage du cheval) sous le contrôle d'un État, que ce soit depuis leur fondation ou par nationalisation. Des haras nationaux ont représenté un enjeu stratégique à l'époque où le cheval était un partenaire indispensable pour la guerre et le transport.

### Haute école
- La haute école désigne, dans le domaine de l'équitation, le travail de dressage avancé avec le cheval. François Baucher y inclut le travail de deux pistes aux trois allures, les changements de pied sur les lignes rétrécies ou encore le piaffer. Les chevaux capables d'accomplir ces figures sont nommés des chevaux de haute école.

### Heck
- Le cheval de Heck (allemand : Heckpferd) est une race de chevaux créée dans les années 1930 au zoo de Munich par les frères Heck, dans l'objectif de reconstituer le Tarpan (Equus ferus ferus), un animal sauvage désormais éteint.

### Highland
Le Highland est une race de poney originaire d'Écosse.

### Hippiatrie
- L’hippiatrie est la science relative à la santé du cheval, incluant la connaissance des maladies des équidés et les traitements à leur appliquer.

### Hippologie
- L'Hippologie est l'étude du  cheval dans sa globalité[11]. Elle comprend l'organisation et l'anatomie du cheval ainsi que son comportement et son entretien.

### Hippophagie
- L′hippophagie est une pratique alimentaire consistant à consommer de la viande de cheval. Connue depuis la Préhistoire et pratiquée par de nombreux peuples eurasiatiques durant l'Antiquité, elle est souvent associée à des pratiques rituelles païennes qui poussent l'Église catholique du Moyen Âge à la prohiber. Elle demeure lors des périodes de disette, et chez les peuples nomades comme les Mongols. Pratiquée à grande échelle en France à partir de la fin du XIXe siècle, elle y a fortement baissé depuis les années 1960

### Hongre
- Hongre est l'appellation qui désigne un cheval castré, et par extension les autres équidés castrés, comme l'âne et le mulet.

## J
- Haut – A
- B
- C
- D
- E
- F
- G
- H
- I
- J
- K
- L
- M
- N
- O
- P
- Q
- R
- S
- T
- U
- V
- W
- X
- Y
- Z

### Joute équestre

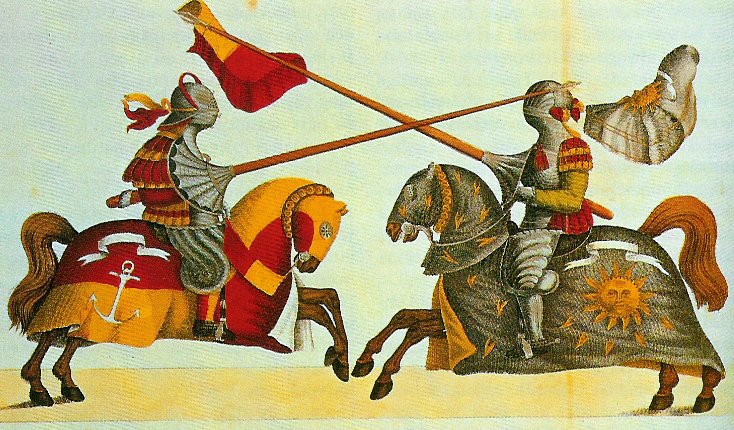
Joute équestre en Bavière au XVe siècle.

- La joute équestre est l'une des plus célèbres épreuves des tournois de chevalerie. Elle consiste en une charge à la lance entre deux chevaliers au galop, face à face.

### Jument
- La jument est la femelle adulte chez l’espèce du cheval.

## L
- Haut – A
- B
- C
- D
- E
- F
- G
- H
- I
- J
- K
- L
- M
- N
- O
- P
- Q
- R
- S
- T
- U
- V
- W
- X
- Y
- Z

### Lait de jument
- Le lait de jument est le lait que produit la jument pour nourrir son poulain durant les six premiers mois suivant la naissance, à raison d'une douzaine de litres par jour. Il contient beaucoup de lactose, peu de lipides et une bonne quantité de vitamine C.

### Licol
- Le licol, ou licou, est une pièce de harnachement pour les animaux domestiques. Il se place sur la tête de l'animal et permet ensuite d'avoir une prise pour tenir la bête, et ainsi la conduire ou encore l'attacher. Les licols sont généralement fabriqués en matières synthétiques ou en cuir, dans ce dernier cas, ils demandent un entretien régulier pour ne pas se dessécher et risquer de se craquer. Il est aussi possible de fabriquer un licol (notamment à nœuds) à partir d'une corde, une technique fréquemment employée par les vachers, cow-boys et bergers.

### Licol éthologique
- Un licol éthologique, parfois nommé licol américain ou licol à nœuds, est un licol de travail pour les chevaux, généralement conçu en cordelette. Inventé aux États-Unis par des chuchoteurs inspirés du bosal des vaqueros, il se diffuse en Europe à partir des années 2000, avec la vague d'engouement pour l'équitation éthologique. Cet outil est adopté par des cavaliers reconnus, en particulier Michel Robert.

### Longe
- Une longe désigne d'abord une forte corde destinée à tenir attaché (à un poteau, à l'anneau d'un mur, dans une écurie ou une étable) ou mener un cheval, une vache, un âne, etc.[12]

## M
- Haut – A
- B
- C
- D
- E
- F
- G
- H
- I
- J
- K
- L
- M
- N
- O
- P
- Q
- R
- S
- T
- U
- V
- W
- X
- Y
- Z

### Marques primitives des équidés
- Les marques primitives des équidés sont une particularité de la robe du cheval et des autres équidés.

### Mustang

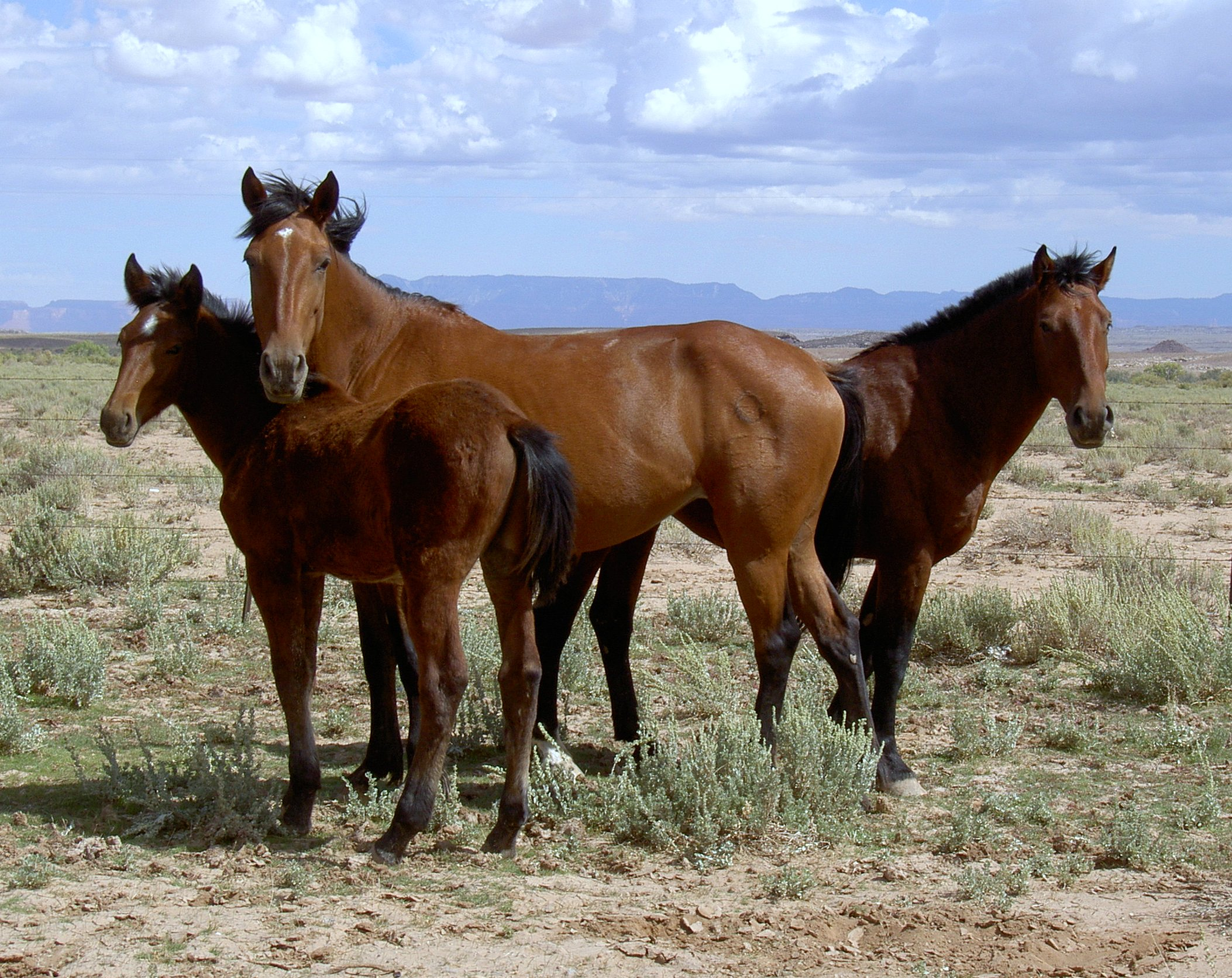
Mustangs en Arizona

- Le mustang est un cheval sauvage du Nord-Ouest américain.

## O
- Haut – A
- B
- C
- D
- E
- F
- G
- H
- I
- J
- K
- L
- M
- N
- O
- P
- Q
- R
- S
- T
- U
- V
- W
- X
- Y
- Z

### October equus
- L'October equus (en français « cheval d'octobre ») est le nom d’une fête religieuse célébrée en l'honneur de Mars dans la Rome antique le 15 octobre, date coïncidant avec la fin de la saison des campagnes agricole et militaire. Ce rite, où l'on sacrifiait un cheval, prenait place lors de l'une des trois courses de chevaux dédiées à Mars, les deux autres étant les Equiria célébrées les 27 février et 14 mars.

## P
- Haut – A
- B
- C
- D
- E
- F
- G
- H
- I
- J
- K
- L
- M
- N
- O
- P
- Q
- R
- S
- T
- U
- V
- W
- X
- Y
- Z

### Palio de Sienne
- Le Palio de Sienne (en italien : Palio delle Contrade) est le plus connu des Palii (pluriel de Palio) italiens. C'est une course de chevaux, qui se tient deux fois par an (le 2 juillet pour le « Palio di Provenzano », et le 16 août pour le « Palio dell'Assunta », le « Palio de l'Assomption ») dans la ville de Sienne, sur la Piazza del Campo, place centrale. Chaque couple cavalier/cheval représente un des dix-sept contrade de la ville. Une grande parade précède la course qui attire des spectateurs du monde entier.

### Pas

Séquence animée montrant un cheval au pas (1887)

- Le pas est une allure du cheval dans le domaine de l'équitation. Il s'agit d'une allure marchée à quatre temps faisant entendre quatre battues égales.Le pas est une allure à un temps égale.

### Pas espagnol
- Le pas espagnol est une allure artificielle du cheval, qui consiste en un pas cadencé et majestueux dans lequel il élève et étend ses membres antérieurs vers le haut et vers l'avant successivement, tout en avançant franchement et en conservant une attitude rassemblée.

### Passage

Cheval de Pure race espagnole au passage

- Le passage est une allure naturelle du cheval, qui consiste en un trot diagonalisé, écourté et raccourci, rassemblé et cadencé. Il est caractérisé par un temps de suspension entre le moment où le cheval soulève deux jambes opposées en diagonale et le moment où il les pose. Le trot est mené à une cadence extrême jusqu'à la réalisation du temps de suspension de chaque base diagonale. C'est un mouvement très élégant dès lors que la détente de chaque diagonale est énergique et produit l'élévation et la suspension de la masse[13].

### Pedigree
- Le pedigree (parfois écrit pédigrée) est, chez les animaux, une liste d'ancêtres de la même espèce garantissant la pureté de la race.

### Pentathlon moderne
- Le pentathlon moderne est une épreuve sportive constituée de cinq disciplines d’où le nom de pentathlon. Ces épreuves sont l’escrime, la natation, l'équitation, le tir au pistolet et la course à pied. Il faut le distinguer du pentathlon antique : aucune des épreuves du pentathlon moderne ne faisait partie des premiers Jeux olympiques.

### Piaffer

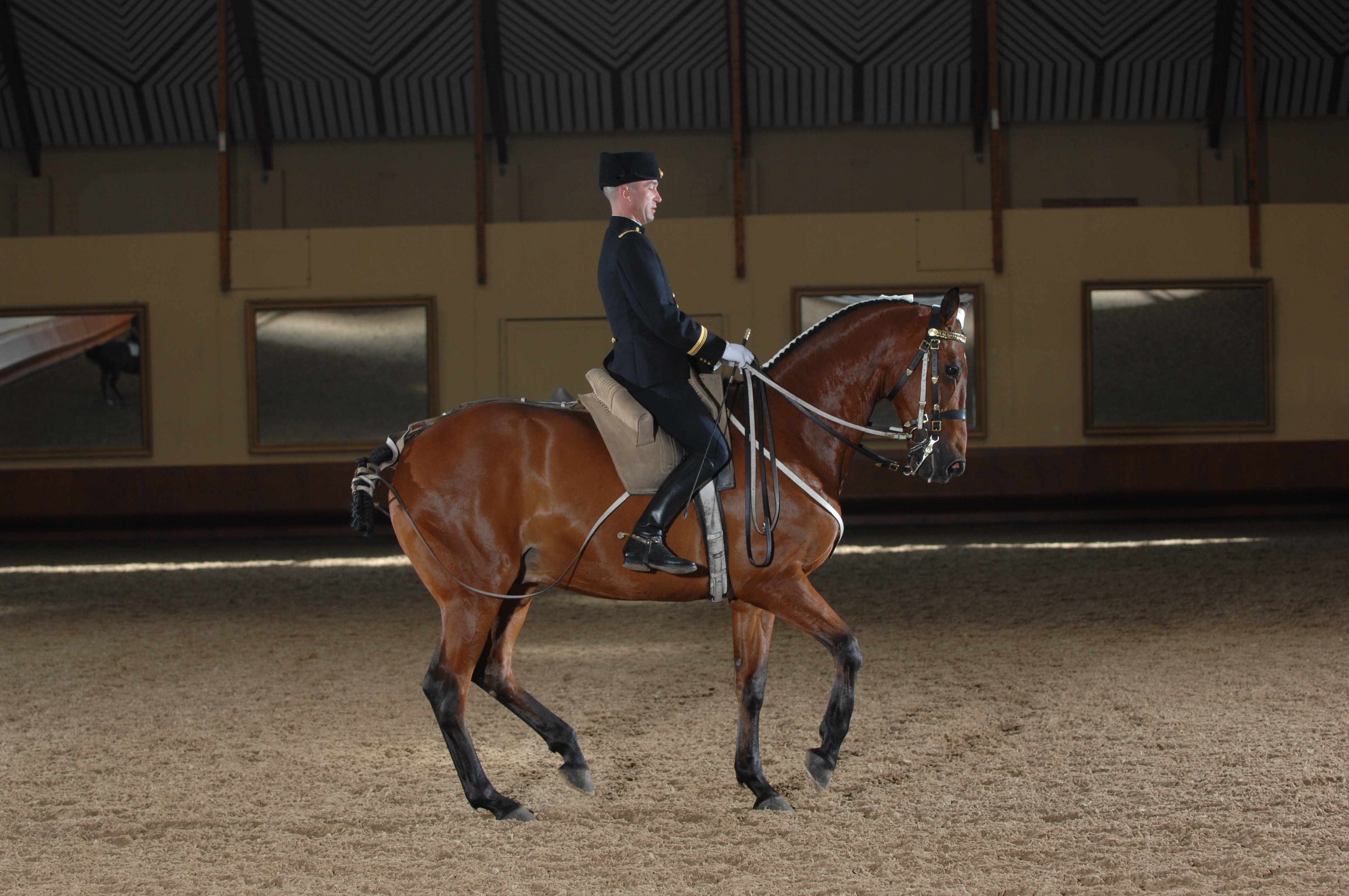
Ecuyer du Cadre noir réalisant un piaffer

- Le piaffer est une allure artificielle issue des allures naturelles du cheval, qui consiste en un trot sur place, relevé, rond, suspendu et majestueux dans lequel le cheval se projette d'un diagonal sur l'autre. L'élévation du diagonal en suspension est accentuée dans un temps lent et régulier, la pince du membre de soutien s'élèvant plus qu'au passage et la flexion des hanches étant plus prononcée[14].

### Pied
- Le pied constitue l'extrémité des membres du cheval. Les autres membres du genre Equus, âne et zèbre, possèdent la même morphologie de pied qui les distingue de leurs ancêtres équidés.

### Pirouette
- Une pirouette est une figure de dressage du cheval, au cours de laquelle l'animal effectue un tour complet autour des hanches avant de reprendre sa marche en avant, dans la direction et à l'allure qu'il suivait précédemment[15].

### Poney
- Un poney (féminin : ponette), appelé cheval nain en Louisiane[16], est, selon la définition courante, un cheval de petite taille, avec une conformation et un tempérament particuliers. Il existe de nombreuses races de poneys. Par rapport aux chevaux, les poneys présentent souvent une crinière épaisse, une queue et un pelage fournis, ainsi que des jambes proportionnellement plus courtes, un corps plus large, une ossature plus lourde, une encolure plus courte et épaisse, et une tête plus courte avec le front plus large. La Fédération équestre internationale (FEI) ne prend en considération que la taille pour définir ce qu'est un poney. Selon ses normes, tout cheval de moins d'1,48 m au garrot (ou 1,49 m ferré) est classé « poney », afin de faciliter les compétitions officielles.

#### Poney rustique canadien
- Le Poney rustique canadien est une race de poney récente, originaire de l'Ouest du Canada. Issue de croisements entre le Welsh mountain, l'Arabe et le cheval de Heck, elle est caractérisée par sa couleur de robe primitive et sa crinière partiellement dressée. Cette race rare est peu connue hors de son pays d'origine.

### Poulain
- Le poulain est le petit du cheval.

### Pouliche
- La pouliche est une jeune jument.

### Poulinière
- Une poulinière est une jument destinée à la reproduction. Si toute jument est susceptible de se reproduire, une poulinière doit posséder un certain nombre de qualités afin de maximiser les chances d'obtenir un poulain répondant aux attentes de l'éleveur.

### Przewalski

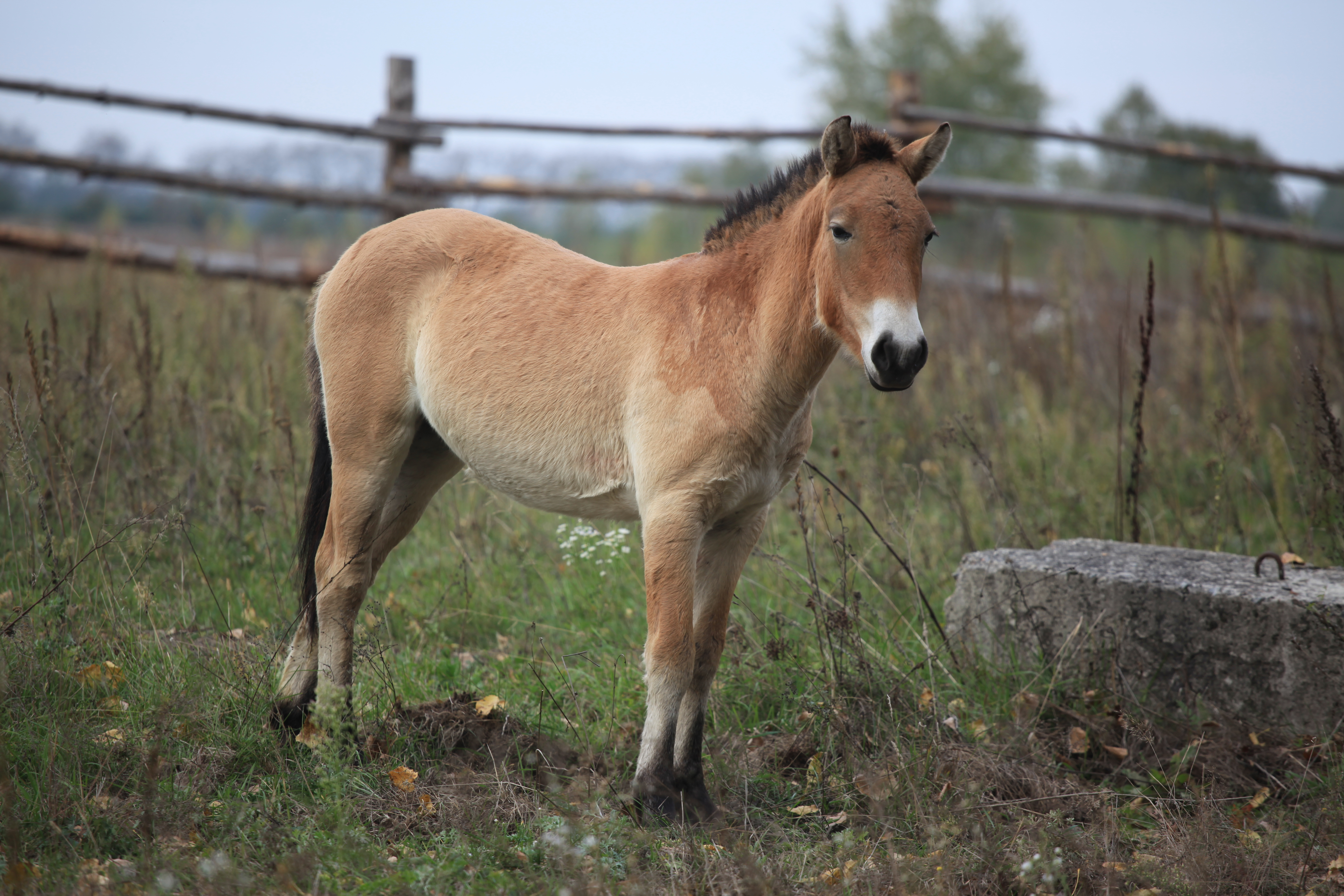
Cheval de Przewalski dans la Zone d'Exclusion de Tchernobyl

- Le cheval de Przewalski (Equus caballus przewalskii ou Equus ferus przewalskii), encore appelé cheval de Prjevalski ou takh en mongol, est une espèce ou sous-espèce du cheval (Equus caballus).

### Pur sang
- Le Pur-sang, ou pur-sang anglais (Thoroughbred, en anglais), est la plus connue des races de chevaux à sang chaud et l'une des plus répandues, puisque c'est celle qui court sur les pistes d'hippodromes lors des courses de galop. Le nom de « pur-sang » peut en théorie faire référence à plusieurs races de chevaux, et par extension, races animales. Le nom de « pur-sang anglais », vieilli, est vu comme un pléonasme aux yeux des puristes. L'abréviation officielle est PS.

## Q
- Haut – A
- B
- C
- D
- E
- F
- G
- H
- I
- J
- K
- L
- M
- N
- O
- P
- Q
- R
- S
- T
- U
- V
- W
- X
- Y
- Z

### Quarter horse
- Le Quarter horse est une race chevaline originaire des États-Unis, originellement sélectionnée sur sa rapidité sur des courses de sprint d'un quart de mile, d'où son nom.

## R
- Haut – A
- B
- C
- D
- E
- F
- G
- H
- I
- J
- K
- L
- M
- N
- O
- P
- Q
- R
- S
- T
- U
- V
- W
- X
- Y
- Z

### Races chez le cheval
- Les races chez le cheval sont les races domestiques issues de l'espèce Equus caballus. Qu'elles soient naturelles ou artificielles, elles sont réparties sur tous les continents. Sélectionnées selon les usages et les besoins humains, il est difficile de les comptabiliser exactement, mais plus de 300 sont recensées dans le monde.

### Reculer
- En équitation, le reculer est un mouvement vers l'arrière par foulées diagonales, sur deux temps sans suspension, symétrique.

### Registre généalogique
- Le registre généalogique, ou livre d'origine, est un registre de recensement d'animaux appartenant à une certaine espèce, sous-espèce, race ou lignée, et dont les parents sont connus. Il existe pour presque toutes les races d'espèces domestiquées : bovines (herd-book), ovines (flock-book), porcines, équines (stud-book), canines, etc.

### Reining
- Le reining est une discipline de compétition d'équitation western.

### Robe du cheval
- La Robe du cheval désigne la ou les couleurs d'un cheval, dans le domaine de l'hippologie. Les dénominations des robes ainsi que leurs définitions sont liées à leur apparence visuelle, définie par la couleur des poils et des crins qui la composent.

## S
- Haut – A
- B
- C
- D
- E
- F
- G
- H
- I
- J
- K
- L
- M
- N
- O
- P
- Q
- R
- S
- T
- U
- V
- W
- X
- Y
- Z

### Sabot
- Le sabot est une structure de corne qui recouvre la partie terminale du pied d'un mammifère ongulé.

### Sacrifice du cheval
- Le sacrifice du cheval est une pratique durant laquelle un cheval est sacrifié, généralement dans le cadre d'un rite de fertilité ou de royauté, en offrande à des divinités. Il est pratiqué par différents peuples au cours de l'histoire, notamment les Celtes Gaulois et Irlandais, les Romains à travers l'October Equus, les Hindous avec l'Ashvamedha, et dans l'actuelle Sibérie.

### Saut d'obstacles
- Le saut d’obstacles, ou concours de saut d'obstacles (CSO) est un sport équestre qui se déroule dans un terrain délimité, sur lequel ont été construits ou posés des obstacles. Les barres qui les composent sont mobiles, et tombent lorsqu'elles sont touchées. Pour le cheval et le cavalier, la règle du jeu est de réussir à franchir ces obstacles dans un ordre précis sans les renverser, les refuser ou les dérober. Il existe plusieurs types de saut, tels que le vertical, la croix, la haie, la rivière, le spa, l'oxer, l'obstacle de volée (cross), l'obstacle de terre, les obstacles combinés: le double, le triple, etc.

### Selle
- La selle est un objet, en cuir ou synthétique, placé sur le dos d'un cheval (ou de toute autre monture : autruche, chameau, ...) et sur lequel le cavalier se place.

### Sport équestre
- Les sports équestres regroupent des disciplines équestres diverses et variées dont la finalité première n'est pas de remporter une course, à la différence des courses hippiques.

### Sport Hippique
- Le sport hippique ou hippisme rassemble toutes les courses de chevaux au galop, au trot ou à l'amble.

### Steeple-chase
- Le steeple-chase (ou steeplechase) est un type de course d'obstacles à cheval. C'est l'une des trois formes de courses d'obstacles en sport hippique, avec la course de haies et le cross-country.

### Stud-book
- Voir registre généalogique.

### Sulky
- Le sulky (mot anglais qui signifie maussade, boudeur, parce qu'il est conçu pour une personne seule) est une voiture hippomobile d'origine américaine, à deux roues, avec un seul siège. Le sulky est léger, solide, conçu pour les trajets rapides et surtout les courses de trotteurs. C'est l'équivalent de l'araignée française.

## T
- Haut – A
- B
- C
- D
- E
- F
- G
- H
- I
- J
- K
- L
- M
- N
- O
- P
- Q
- R
- S
- T
- U
- V
- W
- X
- Y
- Z

### Tarpan

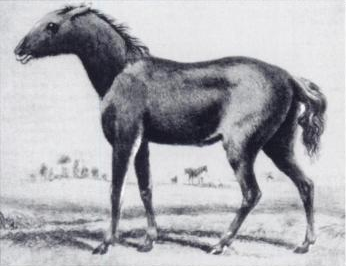
Tarpan

- Le Tarpan (Equus ferus ferus ou Equus ferus gmelini) est un équidé sauvage européen éteint, quelquefois considéré comme l'ancêtre de la plupart des races actuelles de chevaux. D'après les rares photographies prises avant l'extinction de l'espèce, il s'agissait d'un petit cheval d'environ 1,30 m, à la robe gris souris.

### Tölt
- Le tölt (dont la prononciation est teult) est une allure naturelle d'amble rompu à quatre temps. La particularité de cette allure est que le cheval a toujours au moins un pied au sol. Le premier cheval connu à pratiquer le tölt fut le cheval islandais. Cette allure est connue sous le terme américain de gait ou de single foot. Cette cinquième allure doit être innée, et non acquise, comme pour les chevaux de la race des Rocky Mountain Horse, ou les chevaux islandais.

### Traction hippomobile
- La traction hippomobile, plus rarement appelée traction chevaline ou traction équestre, est l'utilisation de chevaux comme force de traction des véhicules. Un cheval, comme tout animal à quatre pattes, peut tirer sur de longues distances un objet lourd s'il glisse (un traineau sur la neige), s'il roule (wagon par exemple) et bien plus lourd encore s'il est flottant (péniche).

### Trot

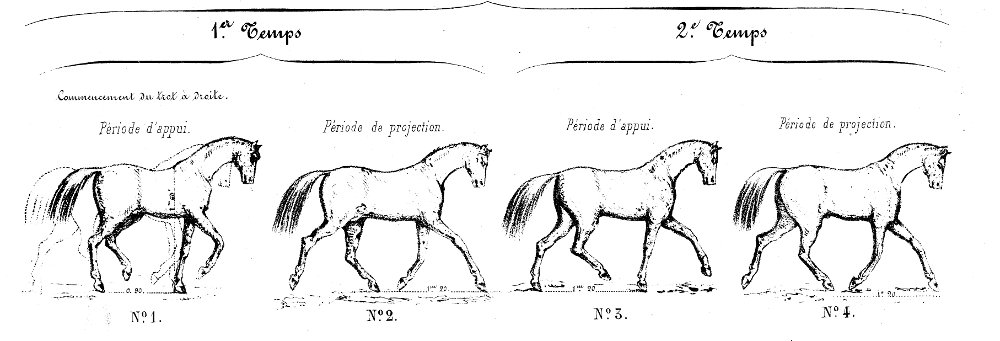
Le mécanisme du trot (Atlas de la méthode de haute école de Raabe, ed. 1863)

- Chez certains quadrupèdes, le trot est une allure sautée, symétrique, à deux temps égaux, par bipèdes diagonaux. Cette allure correspond à environ 14 kilomètres par heure chez le cheval de selle.

### Trot monté
- Le trot monté est une épreuve d'équitation qui se court essentiellement en France et en Belgique. Le jockey est assis directement sur le cheval qui est sellé. Cette épreuve consiste à atteindre le poteau d'arrivée le premier en restant au trot, un galop étant disqualifiant. L'épreuve-reine de cette discipline est le Prix de Cornulier.

## V
- Haut – A
- B
- C
- D
- E
- F
- G
- H
- I
- J
- K
- L
- M
- N
- O
- P
- Q
- R
- S
- T
- U
- V
- W
- X
- Y
- Z

### Viande de cheval
- La viande de cheval, ou viande chevaline, est un aliment composé des tissus musculaires du cheval, consommé dans plusieurs pays qui en ont parfois fait des spécialités telles que le charqui. Sollicitée par ses amateurs pour ses qualités nutritives et montrée du doigt par ses détracteurs pour sa nature, la viande de cheval suscite depuis longtemps la controverse. Sa consommation est appelée hippophagie.

### Vices d'écurie
- Les vices d'écurie sont des troubles du comportement des équidés, tout particulièrement du cheval domestique. Ils sont considérés comme des habitudes indésirables chez cette espèce. Les vices d'écurie résultent de conditions d'hébergement, généralement en écurie, qui ne respectent pas les besoins physiques et sociaux des chevaux : faim, ennui, exercices insuffisants, excès d'énergie.

### Voltige cosaque
- La voltige cosaque, djigitovka (du turc djigit, désignant un jeune cavalier habile[17]) ou voltige en ligne est un sport équestre qui se pratique avec une ligne droite, de 60 à 100 m, le cavalier lance son cheval au bout de la ligne au grand galop, lâche sa figure, revient en selle et arrête son cheval au bout de la ligne.

### Voltige en cercle
- La voltige en cercle (aussi appelé voltige équestre, mais à ne pas confondre avec la voltige cosaque) est un sport équestre qui consiste à effectuer, individuellement ou en équipe, des figures acrobatiques et esthétiques sur un cheval longé au pas ou au galop à un rythme constant sur un cercle.

## Y
- Haut – A
- B
- C
- D
- E
- F
- G
- H
- I
- J
- K
- L
- M
- N
- O
- P
- Q
- R
- S
- T
- U
- V
- W
- X
- Y
- Z

### Yearling

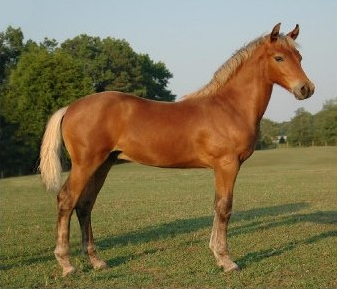
Yearling

- Yearling est un anglicisme désignant un cheval pur-sang anglais, ou plus précisément un poulain, qui se trouve dans sa seconde année.